# Ademhalingstechniek
Mensen kunnen ademhalingstechnieken gebruiken om zich er bij hun ademhalen bewust van te zijn, hoe zij die zo goed mogelijk kunnen laten gaan. Deze technieken helpen bij activiteiten waar goed ademhalen belangrijk is, zoals bij sprekers, zangers, blazers in de muziek en sporters. Daarnaast worden in oosterse bewegingskunsten, meditatie en bij verschillende therapieën ademhalingstechnieken gebruikt als methode om tot ontspanning en rust te komen. Bij yoga heet de leer van de ademhalingstechniek pranayama. 
Sportduikers gebruiken ademhalingstechnieken om efficiënt om te kunnen gaan met de beperkte voorraad ademlucht, de samengeperste schone lucht in een drukvat.  Brandweerlieden leren een ademtechniek om bij zware inspanning met adembescherming een zogenaamde ademcrisis te voorkomen.
Door het zich bewust maken van de ademhaling kan het lichaam beter met emotie en stress omgaan. Als we gestrest raken, versnelt daardoor onbewust onze ademhaling. Door in dat geval de ademhaling te vertragen, kunnen we het autonome zenuwstelsel beïnvloeden en de stress verminderen.

## Enkele ademhalingstechnieken
- Anapanasati is een ademhalingstechniek in het boeddhisme.
- Buteyko - door een arts uit Oekraïne ontwikkelde methode
- Oxygen Advantage - door de Ier Patrick McKeown ontwikkelde methode, voor een deel op het werk van Buteyko leunt en vooral bedoeld tegen hyperventilatie
- Pranayama - afkomstig uit het yoga
- Qi - oosterse leefwijze bekend van onder andere tai chi, in Japan bekend als Ki.
- Rebirthing - uit de yoga en de alternatieve geneeswijze
- Wim Hofmethode - door de Nederlander Wim Hof ontwikkelde methode, die het immuunsysteem zou versterken.

### Specifieke ademtechnieken voor zangers en bespelers van blaasinstrumenten
- Ademsteun is een ademhalingstechniek waarbij de grootste druk vanuit het middenrif uitgaat in plaats van op keel en stem. Het vermindert onnodige keelklachten en verbetert de mogelijkheden van de stem- en blaastechniek.
- Circulaire ademhaling is bedoeld om op blaasinstrumenten noten met vrijwel onbeperkte duur te produceren en wordt door spelers van de didgeridoo gebruikt.